# راسيل كاميلري
راسيل كاميلري (بالإنجليزية: Russell Camilleri)‏ هو مصارع رياضي أمريكي، ولد في 13 نوفمبر 1936 في نيويورك في الولايات المتحدة.

## وصلات خارجية
- راسيل كاميلري على موقع قاعدة بيانات المصارعة الدولية (الإنجليزية)
- راسيل كاميلري على موقع أوليمبيديا (الإنجليزية)